# 마리루이즈 도를레앙
마리루이즈 도를레앙 공녀(프랑스어: Marie-Louise d'Orléans, 1662년 4월 26일 ~ 1689년 2월 12일)은 스페인 국왕 카를로스 2세의 첫 번째 왕비이다. 스페인식 이름은 마리아 루이사 데 오를레안스(스페인어: Maria Luisa de Orléans)이다.

## 생애
1662년 팔레 루아얄에서 오를레앙 공작 필리프 1세와 잉글랜드 공주 헨리에타 앤 사이의 큰딸로 태어났다. 마리 루이즈는 루이 13세와 안 도트리슈를 조부모로, 찰스 1세와 프랑스의 헨리에타 마리아를 외조부모로 두었다. 예쁘고 매력적인 마리 루이즈는 필리프 1세가 가장 사랑하는 딸이었으며 양가의 할머니에게도 귀여움을 받으며 자랐다. 1670년 어머니 헨리에타 앤이 죽고 필리프 1세는 팔츠 공녀 엘리자베트 샤를로트와 재혼했다. 그녀는 마리 루이즈와 동생 안 마리 자매를 친어머니처럼 돌봐주었고, 마리 루이즈는 평생 이 계모와 애정어린 관계를 지속했다.
마리 루이즈는 1679년 11월 19일 스페인 국왕 카를로스 2세와 결혼했다. 카를로스는 아름다운 아내 마리 루이즈에게 흠뻑 빠졌지만 마리 루이즈 본인은 스페인 궁정에 잘 적응하지 못했고 왕실에서 바라는 아이까지 태어나지 않아 몹시 불행했다. 스페인 궁정은 프랑스가 그녀를 통해 스페인에 영향력을 행사한다고 여겼고, 마리 루이즈는 사람들의 미움을 받는 존재였다. 마리 루이즈의 백부 루이 14세는 조카딸 부부의 사생활에 대해 조사하게 했고, 프랑스 대사 레브넥은 마리 루이즈가 아이를 갖기 어렵다고 말했다고 보고했다. 후계자를 낳는 것이 요원해진 마리 루이즈는 스트레스로 인해 폭식을 했고 점차 체중이 불어나 카를로스와의 관계도 멀어졌다. 마리 루이즈는 루이 14세에게 독살될까 두렵다는 내용의 편지를 쓰기도 했다. 그녀는 말을 타다가 가벼운 부상을 입었고 스물 일곱의 나이에 갑작스럽게 죽음을 맞이했다. 마리 루이즈 사후 그녀의 시어머니인 오스트리아의 마리아나가 마리 루이즈를 독살했다는 소문이 돌았지만 실제로 두 사람은 사이가 가까웠다고 한다.